# Ángel Palomino
Ángel Palomino Jiménez (Toledo, 2 de agosto de 1919 - Madrid, 20 de febrero de 2004) fue un escritor y periodista español.

## Biografía
Nació en Toledo, España, el 2 de agosto de 1919. En 1935 inició la carrera de Ciencias Químicas en la Universidad Central de Madrid. Ingresó en la Academia de Infantería donde obtuvo el grado de oficial y luego fue profesor de Historia y Geografía.
En la década de los cuarenta comenzó a publicar sus primeros cuentos y relatos breves en la revista Blanco y Negro, el periódico ABC y La Codorniz, revista de humor en la que colaboró durante 30 años y en la que firmaba en ocasiones con el seudónimo "Ulises". También lo hizo en la agencia EFE y los diarios «Arriba», Ya y El Alcázar (desde 1977), medio en el que utilizaba el seudónimo «G. Campanal». Desde 1946 fue jefe del diario de Larache (Marruecos español); en 1950 asumió la subdirección de la revista Fiesta de Tetuán. En 1980 ingresó como miembro numerario (medalla XXIV) en la Real Academia de Bellas Artes y Ciencias Históricas de Toledo. Falleció el 20 de febrero de 2004 en Madrid, a los 84 años.

## Obras
| No ficción - Mientras velas las armas (1949) - El milagro turístico (1972) - Carta abierta a una sueca (1974) (humor) - Mis cartas a su Majestad y a otros personajes importantes (1981) (epístola). - Insultos, cortes e impertinencias. Cómo hacerlo (1988) (humor) - Caudillo (1992) (biografía). - Defensa del Alcázar. Una epopeya de nuestro tiempo (1995) (historia). - 1934. La guerra civil empezó en Asturias (1998) (historia) - Pseudo García Márquez, pseudo Cela y otros pseudos más. (1996) (imitación de escritores) Cuentos - Un jaguar y una rubia (1972) - Suspense en el cañaveral (1974) - Tú y tu primo Paco (1974) - Plan Marshall para cincuenta minutos (1978) Poesía - La luna se llama Pérez (1978). | Novelas - Zamora y Gomorra (1968) - Torremolinos Gran Hotel (1971) - El César de papel (1972) - Memorias de un intelectual antifranquista (1972). - Madrid Costa Fleming (1973) - Todo incluido (1975). - Divorcio para una virgen rota (1977) - Las otras violaciones (1979) - Los que se quedaron (1980) - Adiós a los vaqueros (1984). - El pecado de Paquita (1985) - Quiero un hijo de Julio (1986) - Este muerto no soy yo (1989) - De carne y sexo (1993) - Bosnios para un nuevo Guernica (1996) - La comunidad de propietarios (1999) - Han volado el toro del coñac (2000). Como coautor - Lío en Kío, con Arturo Robsy (1993) (novela) - España diez años después de Franco (1985) (reportaje) - Retrato de Antonio Mingote (1988) (semblanza) |

## Premios y reconocimientos
- 1968 - Premio Club Internacional de Prensa por Zamora y Gomorra.[2][6]
- 1970 - Premio Leopoldo Alas de narraciones breves por Suspense en el cañaveral.[3]
- 1971 - Premio La Felguera por Detrás de un aligustre. . . o de un evónimo.[7][3]
- 1971 - Finalista del premio Alfaguara y Premio Nacional de Literatura Miguel de Cervantes por Torremolinos Gran Hotel.[2][6]
- 1972 - Premio Hucha de Oro por el cuento Informe a la superioridad.[3]
- 1977 - Finalista del premio Planeta por Divorcio para una virgen rota.[2][6]
- 1980 - Premio Círculo Mercantil de Almería por Los que se quedaron.[8]
- 1992 - Premio Internacional Tabacalera por Yo no violé a Ketty Strip.[8]
- Premio Ejército de Literatura y Periodismo por Mientras velas las armas.[8]

En Torremolinos, Málaga, hay una calle con su nombre. (36°38′27″N 4°29′48″O / 36.6408237, -4.4967249)